# Richard Coroba
Richard Coroba es un dirigente político venezolano, en 2009 es Alcalde del Municipio Palavecino, Edo. Lara. Electo el 27 de noviembre de 2008 en las Elecciones Gubernamentales y Alcaldes. Coroba, además, ha sido candidato de elecciones pasadas pero obtuvo un segundo puesto. Pertenece al bloque del Partido Socialista Unido de Venezuela (PSUV).
Lugar de Nacimiento: Zanjón Colorado. Municipio Palavecino. Edo. Lara. Fecha de Nacimiento. 26 de abril de 1965
Formación Universitaria:
- Pregrado: Abogado. Universidad “Fermín Toro” Barquisimeto – Estado Lara. 1997-2002.
- Postgrado: Gerencia Pública. Universidad Nacional Politécnica Experimental de las Fuerzas Armadas (Unefa) Barquisimeto – Estado Lara. Año 2006-2007. ( En Tesis).
Experiencia Social:
- Presidente de la Asociación Civil Pro Vivienda (Asocoprovira).
- Presidente de la Comunidad Educativa Escuela Aquilino Juárez.
- Coordinador General de Alimentación Escolar Programa “PAE”; Escuela Aquilino Juárez.
- Asesorías de la Asociaciones Civiles, Vecinos, Fundaciones y Cooperativas.
- Asesorías Programa de Televisión Al Paredón por NCTV “Corte Social”.
- Programa de Radio Claro Oscuro La Vida en Palavecino por Zeta 92.1 FM.
- Productor y Moderador del Programa de Radio Buenos Días Palavecino por Cabudare Stereo 101.9 FM.
- Coordinador de la Sección de Músicos, Locutores y Operadores del Sindicato de Radio y Televisión del Estado Lara. Municipio Palavecino.
- Asesor Legal y Miembro del Tribunal de honor del Frente Deportivo Municipal Palavecino.
- Experiencia en la Función Pública:
- Miembro de la Misión Diplomática para la discusión de convenios con el Estado de Qatar Año 2005.
- Miembro Principal Junta Parroquial José Gregorio Bastidas. Año 1996 / 2000.
- Miembro Del Directorio de Instituto Municipal de Aseo Urbano en Palavecino. (Imaupal). Año 1999 / 2000.
- Asistente de la Cámara Municipal de Palavecino. Año 2003.
- Abogado adscrito a la Contraloría del Municipio Palavecino. Año 2003 / 2005.

Conferencias y Foros:
El Proceso Revolucionario Venezolano en Doha – Qatar Año 2005. Contraloría Social. Municipio Palavecino. Estado Lara Año 2005 / 2006.Consejos Comunales – Parroquiales – hacia el Consejo Local de Planificación Pública Año 2004 / 2005 / 2006. Comités de Tierras Urbanas. Municipio Palavecino. Estado Lara. Año 2004/ 2005 / 2006.
Ruta ideológica Municipal. Estado Lara.
Experiencia en Medios de Comunicación Social:
Locutor de Estaciones de Radio Año 1984 / 2004. Productor Moderador (del Programa Buenos Días Latinos) por NCTV Año 1994 / 1998. Animador de Espectáculos Públicos Año 1986 / 2004.

Cursos Realizados:
- Técnico en Administración de Empresas, Programador de Computadoras, Taller de Motivación al logro, Técnicas de Desarrollo Personal, Locutor, Operador de Estaciones de Radiodifusión,
- Introducción a la Informática, Oratoria Jurídica, Vigencia Anticipada del C.O.P.P, Relaciones Políticas entre los Estados Unidos y Venezuela en el marco petrolero, Aplicabilidad del Estatuto de la Función Publica, entre otros.

Informe de Gestión como Alcalde del año 2010 : http://www.alcaldiadepalavecino.gob.ve/archivos/gestion_2010/INFORME_DE_GESTION_2010.pdf (enlace roto disponible en Internet Archive; véase el historial, la primera versión y la última).